# Linji Yixuan
Linji Yixuan (chiń. 臨濟義玄, pinyin: Línjì Yìxuán, Wade-Giles Lin-chi I-hsüan; kor. 임제의현 Imje Ŭihyŏn; jap. リンザイギゲン Rinzai Gigen; wiet. Lâm Tế Nghĩa Huyền, zm. 866) – założyciel szkoły linji buddyzmu chan, z której wywodzi się m.in. jedna z największych szkół japońskich zen – rinzai.

## Życiorys
Linji urodził się w rodzinie o nazwisku Xing w Nanhua w dawnej prefekturze Cao (obecnie miasto Heze w prow. Szantung). Opuścił ją za młodu, aby studiować buddyzm. Studiował sutry, Winaję, wszelkie śastry, komentarze i wszystkie doktryny buddyjskie obecne wówczas w Chinach. Później, gdy miał około 20 lat, jego nauczycielem został mistrz chan Guishan Lingyou.
Nieco później zmienił nauczyciela na mistrza chan Huangbo Xiyuna. Jego klasztor znajdował się na górze Huangbo w okolicy miasta Hongzhou w Jiangxi. Jego poprzednie studia buddyzmu były tak tradycyjne, że mimo udziału we wszystkich praktykach odbywanych w klasztorze chan, nie zrobił żadnego postępu na drodze zrozumienia chan. Był przez wszystkich uważany za wyjątkowego niedołęgę. Wreszcie ówczesny główny mnich klasztoru i późniejszy mistrz chan Muzhou Daoming doradził mu rozmowę osobistą z mistrzem. Linji poszedł więc zobaczyć się z mistrzem i zadał mu standardowe pytanie Jakie jest prawdziwe znaczenie przybycia Bodhidharmy z zachodu? Odpowiedź Huangbo była prosta i bezsłowna; Linji otrzymał potężne uderzenie kijem. Zdumiony wybiegł z pokoju i opowiedział o całym zdarzeniu Muzhou, który zachęcił go do powtórnych odwiedzin mistrza. Linji poszedł więc do Huangbo jeszcze dwukrotnie, lecz za każdym razem zostawał prawie powalony na ziemię uderzeniami kija. Zniechęcony Linji postanowił odejść z klasztoru. Muzhou doniósł o tym mistrzowi Huangbo i kiedy Linji przyszedł się z nim pożegnać, ten polecił mu pobliski klasztor łagodnego mistrza chan Gao’ana Dayu.
Gdy Linji przybył do mistrza Dayu, opowiedział mu o swoich nieszczęśliwych spotkaniach z Huangbo. Dayu wysłuchał go cierpliwie i rzekł Huangbo ma swoje babcine uczucia i traktował ciebie z wielkim współczuciem. On zwyczajnie pragnął ulżyć twojemu cierpieniu. W tym momencie Linji zrozumiał, że Huangbo przekazywał mu bezsłowny wgląd i zrozumienie, że chan nie znajduje się w słowach wypowiadanych w pokoju opata, lecz w urzeczywistnieniu swego intuicyjnego umysłu. Więc w tym samym momencie oświecenia wykrzyknął Zatem buddyzm Huangbo jest rzeczywiście bardzo prosty; ostatecznie nie ma w nim niczego! Dayu chwycił Linji i wrzasnął Ty łotrze! Minutę temu narzekałeś, że nauki Huangbo są niemożliwe do zrozumienia, a teraz mówisz, że nic w nich nie ma! Cóż to jest, co urzeczywistniłeś? Mów szybko! W odpowiedzi Linji trzy razy uderzył mistrza pięścią. Stary mistrz puścił go mówiąc Twoim nauczycielem jest Huangbo, więc nie powinieneś mnie w to mieszać.
Linji powrócił do klasztoru, gdzie Huangbo powitał go ironicznym pytaniem Czy nie wracasz zbyt wcześnie? Dopiero co odszedłeś. W odpowiedzi Linji pokłonił się i powiedział To dlatego, że byłeś dla mnie tak łaskawy, powróciłem tak szybko! i zaczął opowiadać historię swojego nagłego oświecenia. Na to Huangbo powiedział Jakież wielkie usta ma ten stary człowiek. Gdy zobaczę go następnym razem, dam mu posmakować mojego kija. Na to Linji krzyknął Dlaczego czekać! Mogę dać to teraz tobie! i zaczął policzkować mistrza. Zaskoczony Huangbo krzyknął Ten szalony mnich przyszedł tu i teraz wyrywa wąsy tygrysowi! Linji krzyknął He! potwierdzając swój bezsłowny wgląd. Zadowolony Huangbo wezwał służącego i powiedział Weź tego szalonego typa do sali zgromadzeń!
Jest to przykład nagłego oświecenia, które stało się słynne na wiele lat.
Huangbo traktował swego ucznia niezwykle surowo jeszcze przez jakiś czas i wreszcie dał mu pieczęć oświecenia (yinke).
Linji zdecydował się wtedy odejść od nauczyciela i udał się do prowincji Hebei, gdzie zatrzymał się w małej świątyni na brzegu rzeki. Świątynia ta nazywana była Linji, czyli Górująca nad brodem i to od niej mistrz wziął swoje imię.
Prawdopodobnie w 845 r. podczas wielkich prześladowań buddyzmu, został zmuszony do opuszczenia tego miejsca, ale dalej pozostał człowiekiem chanu. Pewnego dnia przybył do obozu wojskowego aby poprowadzić uroczystości. W bramie zobaczył oficera sztabu. Wskazując na słup na otwartym powietrzu spytał go Czy jest on świecki czy święty? Oficer nie potrafił odpowiedzieć. Uderzając w słup mistrz powiedział Nawet jeśli mógłbyś powiedzieć, to wciąż jest to tylko drewniany słup i wszedł do obozu.
Chan, zwłaszcza południowy, przetrwał prześladowania i Linji rozpoczął znowu swoje wędrówki. Pewnego razu udał się na południe do prefektury He, gdzie został przyjęty przez radcę Wanga. Znana jest późniejsza interesująca rozmowa pomiędzy nimi. Wang spotkał mistrza przed salą mnichów i spytał Czy mnisi tego klasztoru czytają sutry? Mistrz odpowiedział Nie, oni nie czytają sutr. Radca spytał To zapewne uczą się medytacji?. Linji odparł Nie, nie uczą się medytacji. Radca nie ustawał Jeśli ani nie czytają sutr, ani nie uczą się medytacji, to cóż, jednym słowem, robią? Mistrz powiedział Wszystko, co ja robię, to doprowadzam ich do stania się buddami i patriarchami.
Po dalszych wędrówkach mistrz Linji dotarł do klasztoru Xinghua w prefekturze Daming, gdzie pozostał już do końca życia.
Gdy 10 dnia 4 miesiąca mistrz szykował się już do śmierci, usiadł w medytacyjnej postawie i powiedział Po mojej śmierci mój „Skarb Prawdziwego Oka Dharmy” nie powinien być zniszczony. Sansheng Huiran (późniejszy mistrz chan) powiedział Jakże byśmy śmieli zniszczyć mistrza „Skarb Prawdziwego Oka Dharmy”!
Linji spytał Jeśli w przyszłości ktoś spyta o moje nauki, co mu odpowiesz? Sansheng krzyknął. Linji powiedział Kto by pomyślał, że mój „Skarb Prawdziwego Oka Dharmy” będzie zniszczony przez ślepego osła! Wypowiedział gathę
| Będąc porwany przez nieskończenie płynący strumień pytasz, co robić. Osiągnięcie prawdziwego nieograniczonego oświecenia – to moja odpowiedź. Jednak wolność od form i nazw nie jest człowiekowi wrodzona. Nawet najostrzejszy miecz musi być stale ostrzony. |

I w tym momencie zmarł.
Otrzymał pośmiertny tytuł Huizhao (Mądrość Oświecenia) a jego pagodę nazwano Chengling (Czystego Ducha).
Jego mowy, kazania itp. zostały zebrane przez uczniów i wydane jako Linji lu (臨済錄) (jap. Rinzai roku)

## Nauki
Nauczanie Linji było zainspirowane wpływem jego mistrza. Stosunek Linji do uczniów był ostry i gwałtowny, mający na celu wyrwanie ich z samouwielbienia i doprowadzenie do oświecenia w chwili zaskoczenia. Nie wahał się krzyczeć na uczniów oraz używać kija.
Linji nauczał także konwencjonalnymi środkami. Jego mowy Dharmy zostały spisane przez uczniów w zbiorze zatytułowanym po Zapiski Linji (chiń. Linji lu). Był również znany z zachęcania uczniów do uwolnienia się od wpływu mistrzów i wszelkich doktryn (w tym nauczanej przez niego). Zamiast tego zachęcał do bezpośredniego poszukiwania własnej natury Buddy. To podejście dobrze oddają jego słowa:
Jeśli spotkasz Buddę, zabij go!
Jeśli spotkasz patriarchów albo arhatów na swej drodze, zabij ich!
Bodhidharma był brudnym brodatym barbarzyńcą
Nirwana i oświecenie to martwe pniaki do przywiązywania osłów,
święte księgi to listy duchów, skrawki papieru do czyszczenia miski.

### Dwa systemy
Linji był jednym z pierwszych mistrzów, którzy rozwijali to, co można nazwać dialektyką irracjonalności. Stworzył dwie metody, które stosował obok innych nauk. Uważał, iż okrzyk He! czy Koan wyzwalają najczęściej ucznia z jego nieuświadamianych problemów. Jednak uważał także, iż należy zawsze brać pod uwagę okoliczności i cechy ucznia, i wtedy zastosować odpowiednią metodę dla otwarcia jego umysłu. Systemy te powstały zapewne pod wpływem nauk huayanzong i teorii tej szkoły – dharmadhatu.
- System czterech związków pomiędzy subiektywnym a obiektywnym, zwanym Czterema Procesami Wyzwolenia z Subiektywności i Obiektywności (chiń. siliaojian)
  - Douren buduo jing (brak człowieka, ale nie jego obiektywnej sytuacji). Wielu mistrzów opisywało ten etap bardzo poetycko, np. Linji Spokojnie medytuję w świątyni, biała chmura wypływa spoza szczytów gór. Po przestudiowaniu takich poetyckich wyrażeń i przypadków oświecenia przez gong’an, he! lub uderzenie, uczeń wyzwalał się z subiektywności, chociaż pozostawała obiektywność. Wyraził to w wierszu mistrz Fenyang Shanzhao:

Pod księżycowym światłem są wieże i pokoje tysiąca domów;
Jeziora i rzeki z miriadów li leżą w jesiennym powietrzu.
Kwiaty rozkwitają w trzcinach, nie różniąc się swymi kolorami.
Biały ptak opada na białą piaszczystą łachę strumienia.
W tym wierszu nie ma podmiotowości; jest tylko aktualna sytuacja, zwykła obiektywność.
- - Duojing buduoren (brak obiektywnej sytuacji, ale nie człowieka). Oznacza to: być wolnym od przywiązań do przedmiotowości, ale pozwolić zostać subiektywności. Linji w jednej ze swoich mów tak to opisał:

Są pewni uczniowie, którzy już uczynili błąd szukając Mańdziuśriego na górze Wutai. Tam, na Wutai, nie ma Mańdziuśriego. Czy chcecie poznać Mańdziuśriego? On jest tym czymś, co w tej chwili działa w was, czymś, co pozostaje niezachwiane i nie znajduje miejsca na wątpienie. Jest to zwane żywym Mańdziuśrim.
Człowiek powinien odstąpić od poszukiwania poza sobą, nawet u wybitnego nauczyciela. Ten sposób podejścia – nieprzywiązanie się do obiektywności – wyzwala z niewoli zewnętrznego i prowadzi do oświecenia.
- - Renjing zhuduo (brak człowieka i obiektywnej sytuacji). Innymi słowy jest to wyzwolenie z niewoli obiektywnego i subiektywnego. Słynny okrzyk Linji He! i niemniej słynny kij Deshana często służyły właśnie temu celowi.

Mnich Ding przyszedł do mistrza [Linji] i spytał „Czym jest istota buddyzmu”? Mistrz zszedł ze swego słomianego siedzenia, spoliczkował go i odepchnął. Ding, pytający, stanął jak wryty. Mnich stojący obok powiedział do niego „Ding! Dlaczego nie pokłonisz się mistrzowi”? W chwili, gdy Ding zaczął wykonywać pokłon, nagle osiągnął oświecenie.
- - Renjing zhubuduo (nie brak ani człowieka, ani sytuacji). Inaczej – pozwolić subiektywności i obiektywności być tym, czym są oraz doskonale je utożsamić ze sobą. Oto jak wyjaśnia to Linji:

Uczniowie! Aby osiągnąć stan Buddy nie trzeba praktyki. Po prostu prowadźcie swoje zwyczajne zadania bez przywiązania. Opróżniajcie swoje wnętrzności i oddawajcie mocz, noście swoje ubrania, jedzcie swoje posiłki. Gdy jesteście zmęczeni, połóżcie się. Głupiec będzie się z was śmiał, ale mądry człowiek zrozumie.
To jest istota nauki chan. Ostateczna rzeczywistość leży w samym sercu codziennego istnienia, jeśli się wie, jak uchwycić ten absolutny moment. Dlatego mówi się Noszenie wody, rąbanie drew – w tym jest cud dao.
Oto jak sam Linji zastosował swoje nauczanie:
Gdy Zhaozhou Congshen poszukiwał oświecenia wędrując pieszo i przybył do mistrza Linji, zdarzyło się, że ten drugi mył akurat swoje stopy. Zhaozhou spytał „Jakie jest znaczenie przybycia Bodhidharmy z zachodu”? Mistrz Linji odparł „Pytasz w chwili, gdy myję stopy!” Zhaozhou podszedł bliżej i zrobił gest słuchania. Mistrz Linji powiedział „Czy chcesz zostać oblany drugą chochlą wody”? Na to Zhaozhou wyszedł.
- Cztery związki pomiędzy Pytającym a Odpowiadającym (chin. sibinzhu)
  - Binjianzhu: pytający spotyka odpowiadającego/gość spotyka gospodarza. Gość oznacza tu małe ja a gospodarz – wielkie, powszechne Ja
  - Zhujianbin: odpowiadający spostrzega pytającego/gospodarz spostrzega gościa. Pytający reprezentuje wielkie ja, a odpowiadający – małe ja.
  - Zhujianzhu: odpowiadający widzi odpowiadającego/gospodarz widzi gospodarza. I pytający i odpowiadający są w formie wielkiego ja.
  - Binjianbin: pytający widzi pytającego/gość widzi gościa. I pytający i odpowiadający są w formie małego ja.

Linji uważany był za najpotężniejszego mistrza chan w całej jego historii. Jego umysł zdolny był do działania na wielu poziomach równocześnie umożliwiając mu przysłonięcie bardzo praktycznych nauk rozległą dialektyką. Wierzył w całkowitą spontaniczność, totalną wolność myśli i działania, i w sposób nauczania, który może być nazwany błyskawiczną metodą – ponieważ był szybki i niemożliwy do przewidzenia. Bardzo jasno widział, że już wtedy chan stawał się modny i wielu uczniów było zwolennikami tej mody, a nie Drogi.
Linji był w pełni zdolny do głębokiej filozoficznej refleksji i spekulacji, a jednak równocześnie był wciąż naturalnym człowiekiem, używającym myślenia pojęciowego jedynie wtedy, gdy służyło to jego zamiarom.
| Kiedy nadchodzi czas, żeby się ubrać, ubieraj się. Kiedy musisz iść, idź. Kiedy masz usiąść, siadaj. Ani przez chwilę nie myśl o tym, jak stać się Buddą... Opowiadasz mi o doskonaleniu swoich sześciu zmysłów i swojej aktywności, ale w moim przekonaniu wszystko to tylko ułuda (karma). Dążyć do natury Buddy, starać się wejść na drogę Buddy, to zarazem dążyć do celu (karma), a to prowadzi do piekła. Chcieć zostać bodhisattwą, to również dążyć do celu. Tak samo jak studiowanie sutr i komentarzy do nich. Buddowie i patriarchowie to ludzie pozbawieni takiej nienaturalności... Powiada się wszędzie, że trzeba uprawiać Dao, że trzeba iść drogą Buddy. Jakie Dao trzeba uprawiać, na jaką trzeba wejść drogę? Czego ci jeszcze brak w tym jak funkcjonujesz w tej chwili? Cóż jeszcze dodasz do miejsca, w którym się teraz znajdujesz? Stajesz się mistrzem, gdziekolwiek jesteś i cokolwiek robisz, wtedy każde miejsce i wszystko, co robisz, stają się prawdą. |

### Prawdziwy człowiek bez zasług
Buddyzm był zawsze religią antropocentryczną. Ta tendencja została jeszcze wzmocniona przez powstanie w Chinach szkoły chan (jap. zen). Jednak zamiast arystotelesowskiego Co to jest człowiek?, chan – a później i zen – zadaje pytanie Kim jestem? Tematem nie jest jednak klasyczny problem w całej jego ogólności – natury Człowieka, ale bardziej personalnie, prywatnie i fundamentalnie, kim jest właśnie ten oto człowiek. Jednak samo to kluczowe określenie człowiek do czasów Linji nie odgrywało w chanie ważnej roli. Tymi kluczowymi terminami były: Umysł, Natura, Mądrość (Transcendentalna), Rzeczywistość (czy Absolut). Wszystko to zostało zmienione przez Linji.
Podstawowym tematem Linji jest człowiek, osoba. Nie interesują go abstrakcje i rozważania o ludzkiej naturze, chociaż oczywiście nie odrzuca sutr buddyjskich. Nauki mahajany, a szczególnie nauki huayanzong, tłumaczy na konkretne określenia. Nie szuka także prawdziwego człowieka w buddach i patriarchach przeszłości, ani też nie zajmuje się jakimś ideałem, który będzie realizowany w przyszłości. Zajmuje go człowiek tu i teraz. Ten, który siedzi przed nim, gdy wygłasza swoje nauki. W swoich rozważaniach użył 1336 znaków chińskich; 196 razy użył znaku ludzka istota. Skoro wszystko, całe uniwersum, a więc i żyjące istoty, ma naturę Buddy, to także dotyczy to wszystkich, którzy siedzą słuchając jego wykładu. Są oni już buddami, żyjącymi patriarchami. Nie brak im niczego. Uczniowie mają do wykonania tylko jedną rzecz – wierzyć w siebie. W zapisanych tekstach wykładów mistrza nie ma w ogóle mowy o mądrości oświecenia czy cudownych mocach. Mówi do zwyczajnych ludzi, którzy tych cudownych mocy nie posiadają. Linji wyraźnie kontynuuje tradycję wielkiego mistrza Mazu Daoyi, który wielokrotnie podkreślał, że zwyczajny, codzienny umysł jest Drogą (chiń. Dao).
Mówię wam, nie ma Buddy, nie ma Dharmy, nie ma praktyki, nie ma oświecenia. A jednak chodzicie bocznymi drogami próbując coś znaleźć. Biedni głupcy! Czy nałożycie inną głowę na czubek tej, którą już macie? Czego wam brakuje?
Zwyczajny człowiek jest prawdziwym człowiekiem, który we wszystkich sytuacjach życiowych, niezależnie od tego czy są one wewnętrzne czy zewnętrzne itd., pozostaje prosty, naturalny i bezpośredni, który bez pretensji i ambicji wobec tego, co w jakiś sposób przekracza zwyczajne życie, jest spokojny i bez rozterek w tym właśnie momencie.
W waszej kupie czerwonego mięsa jest prawdziwy człowiek bez rangi, który zawsze wchodzi i wychodzi z bramy twarzy każdego z was. Ci, którzy jeszcze go nie doświadczyli, patrzcie, patrzcie!
Pewien mnich wyszedł i stanął przed mistrzem pytając
Jaki on jest, ten prawdziwy człowiek bez rangi (zasług)?
Mistrz Linji zerwał się ze swojego miejsca, chwycił mnicha, zaczął dusić, i krzyknął
Mów! Mów!
Mnich zawahał się. Mistrz odepchnął go i powiedział
Prawdziwy człowiek bez zasług – co za patyk do wycierania dupy!
Mistrz odwrócił się i odszedł do własnego mieszkania.
Linji opisuje prawdziwego człowieka używając negacji: jest bez rangi (czy zasług), bez jakości, niezależny od czegokolwiek, bez ubrania, nieokreślony, nie dający się opisać, bez formy, bez cech, bez korzeni, bez źródła, bez zamieszkania gdziekolwiek itd. A jednak jest energiczny, dynamiczny i żywotny.
Ideał Linji, bez wątpienia z korzeniami buddyjskimi, wykazuje także swoje źródła chińskie. Jest to człowiek wolny, dostrojony do natury, dynamiczny, spontaniczny. Znajduje się on w sprzeczności ze statyczną czystością idealnego człowieka według północnej szkoły chan. Linji używając niemal słów Heze Shenhui atakuje mnichów tej szkoły, łysoni, którzy wypchani jedzeniem, siedzą w medytacji i kontemplują, zatrzymują przepływ myśli, którym nie pozwalają powstawać, nienawidzą hałasu i szukają spokoju. To są metody heretyków.

## Linia przekazu Dharmy zen
Pierwsza liczba oznacza liczbę pokoleń mistrzów od 1 Patriarchy indyjskiego Mahakaśjapy.
Druga liczba oznacza liczbę pokoleń od 28/1 Bodhidharmy, 28 Patriarchy Indii i 1 Patriarchy Chin.
- 36/9. Baizhang Huaihai (720–814)
  - 37/10. Huangbo Xiyun (zm. 850)
    - 38/11. Linji Yixuan (zm. 867)
      - 39/12. Weifu Dajue (bd)
      - 39/12. Zhenzhou Wanshou (bd)
      - 39/12. Youzhou Tangong (bd)
      - 39/12. Zhexi Shanquan (bd)
      - 39/12. Tongfeng Anzhu (bd)
      - 39/12. Dingzhou Cuichan (bd)
      - 39/12. Zhuoshou Kepu (bd)
      - 39/12. Fubei Anzhu (bd)
      - 39/12. Xiangzhou Licun (bd)
      - 39/12. Xingshan Jianhong (bd)
      - 39/12. Guanqi Ezhou (bd) (Guanxi)
      - 39/12. Ding Shanzuo (bd)
      - 39/12. Qisong (bd)
      - 39/12. Yunshan (bd)
      - 39/12. Shanyang Anzhu (bd)
      - 39/12. Huxi Anzhu (nd)
      - 39/12. Cangzhou Meicang (bd)
      - 39/12. Silla Zhiyi (bd)
      - 39/12. Baoshou Yanzhao (830–888)
        - 40/13. Xiyuan Siming (bd)

      - 39/12. Zhiyi Daozhe (bd)
        - 40/13. Suozhou Tankong (bd)

      - 39/12. Guanqi Zhixian (zm. 895) (także jako Huanxi Zhixian)
        - 40/13. Luzu Sanjiao (bd)

      - 39/12. Sansheng Huiran (Zhenzhou) (bd)
        - 40/13.
        - 40/13.

      - 39/12. Xinghua Cunjiang (Weifu) (830–925)
        - 40/13. Nanyuan Huiyong (Baoying) (860–930)
          - 41/14. Fengxue Yanzhao (896–973)